# Cyprien Robert
Cyprien Robert (1. února 1807 Angers – cca 1865) byl francouzský lingvista, který se specializoval na Slovany.

## Životopis
Narodil se 11. února 1807 v Angers. Byl jedním ze zakladatelů slavistiky ve Francii. Na Collège de France vedl v letech 1845 – 1857 po Adamovi Mickiewiczovi kurz slovanských jazyků a literatury. Ve stejné době byl redaktorem časopisu Revue des Deux Mondes, v němž publikoval četné články věnované slovanské otázce. V březnu 1848 založil Společnost pro emancipaci slovanských národů v Paříži (francouzsky Société de l'Émancipation des peuples slaves de Paris) známou spíše jako Slovanská společnost. Na jaře roku 1848 měla téměř 200 členů, z toho 80 % Poláků, mezi nimiž byli převážně příznivci knížete Czartoryského.
Poté opustil slavistiku a začal se zajímat o panlatinismus. Svoje názory shrnul v knize Le Panlatinisme, v níž představil projekt konfederace původních národů „gallo-latinika“, neboli obyvatelstva Britských ostrovů, Pyrenejského poloostrova, Francouzů, Italů, Rumunů a dokonce i Němců z levého břehu Rýna. Realizace tohoto projektu by umožnila politickou jednotu Západu pod nespornou hegemonií Francie; toto politické sdružení by bylo dostatečně silné, aby se postavilo proti „panslavistické hrozbě“, jakož i proti Američanům a Číňanům.
Byl členem Společnosti srbských listů a Srbské učené společnosti. Byl také pro bulharsko-srbskou unii a vytvoření aliance sdružující Řeky, balkánské Slovany a Turky, aby se postavili Ruské říši, která se snažila prosadit na Balkáně.
Cyprien Robert záhadně zmizel v 60. letech 19. století. Stopy po něm neúspěšně hledal slavista Louis Léger.

## Vybrané publikace
- Le Monde gréco-slave (11 článků). Revue des Deux Mondes.  Paris:  1842-44, tomes 29-11, s. 380–430, 879-938, 353-410, 939-999, 811-890, 415-479, 271-312, 427-464, 409-450, 790-809, 647-681. Dostupné online. (francouzsky)
- Les Slaves de Turquie: Serbes, Monténégrins, Bosniaques, Albanais et Bulgares; leurs ressources, leurs tendances et leurs progrès politiques. Paris: L. Passard, Jules Labitte, 1844. 796 s. Dostupné online. (francouzsky) Google-Books-ID: Gt4DAAAAYAAJ.
- Les Deux Panslavismes, situation actuelle des peuples slaves vis-à-vis de la Russie. Revue des Deux Mondes.  Paris:  1846, tome 16, s. 452–483. Dostupné online. (francouzsky)
- Le monde slave: son passé, son état présent et son avenir. Tome I. Paris: Passard, 1852. 396 s. Dostupné online. (francouzsky) Google-Books-ID: uAGDaV4V4s0C.
- Le monde slave: son passé, son état présent et son avenir. Tome II. Paris: Passard, 1852. 386 s. Dostupné online. (francouzsky) Google-Books-ID: iIRBAAAAcAAJ.
- Le Panlatinisme, confédération Gallo-Latine et Celto-Gauloise contre-testament de Pierre le Grand et contre-Panslavisme. [s.l.]: [s.n.] 280 s. Dostupné online. (francouzsky) Google-Books-ID: 5hlYAAAAcAAJ.